# Carin Ersdotter

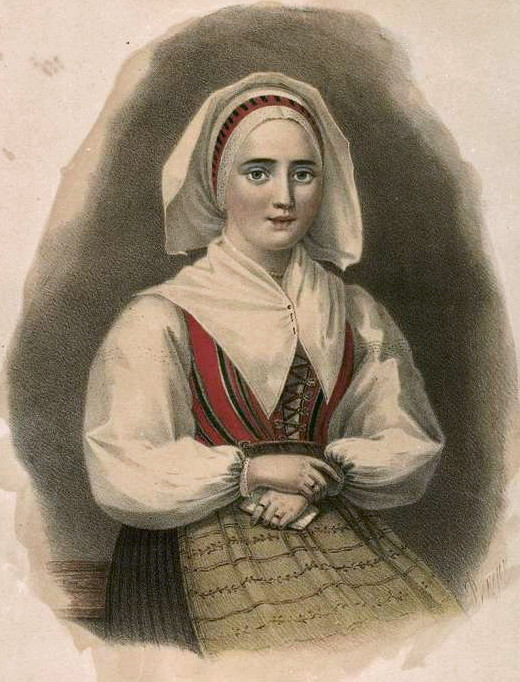
Äldre litografi visande ”Den vackra dalkullan”. Nordiska museet.

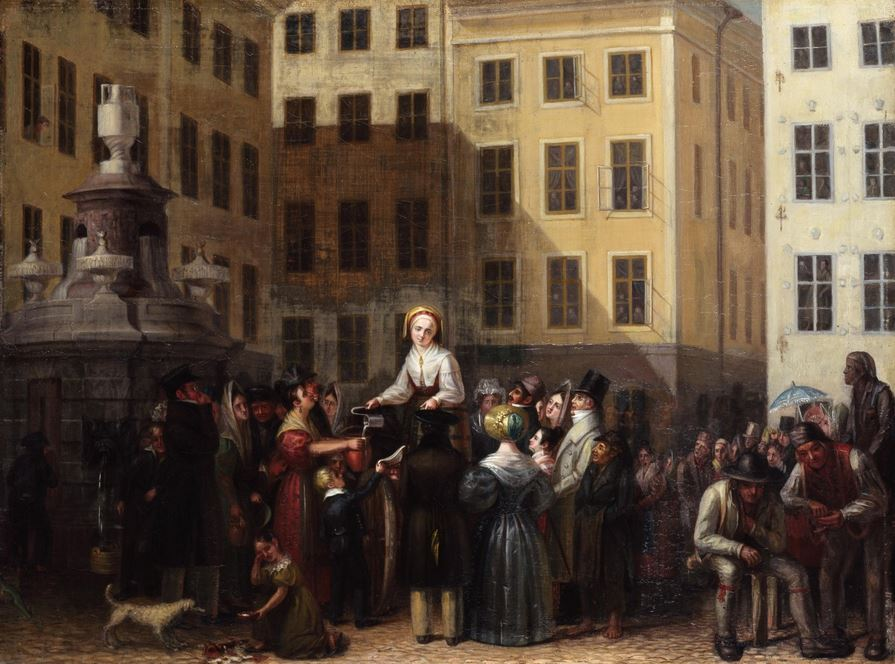
Carin Ersdotter säljer mjölk på Stortorget. Målning tillskriven Erik Wahlbergson, troligen 1834. Stockholms stadsmuseum.

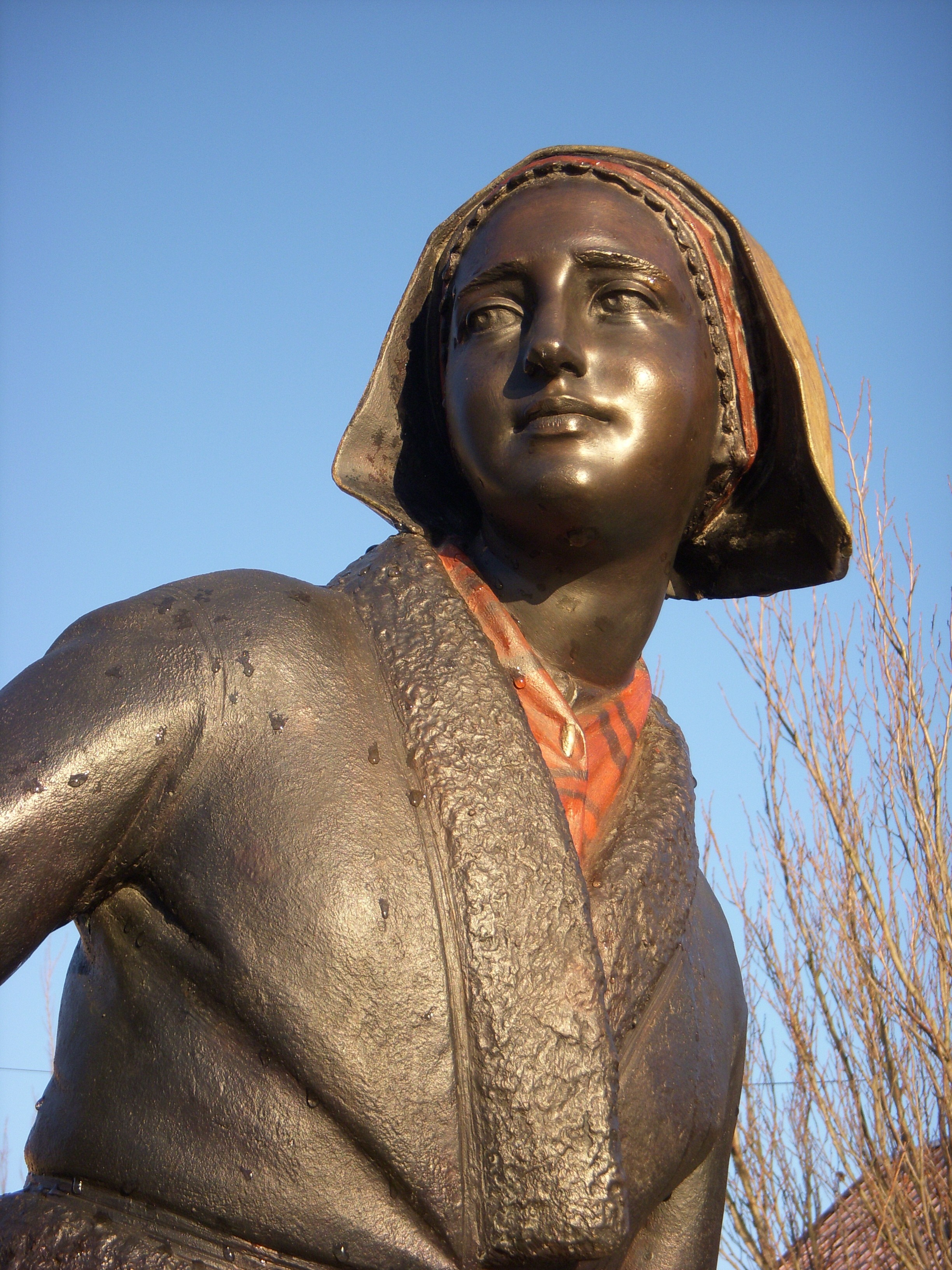
"Pilt-Carin" framför Järla gård i Peter Lindes tolkning.

Carin Ersdotter, Daniel Ols (Los) Carin Ersdotter och ibland felaktigt omnämnd som Pilt Carin Ersdotter, född 5 december 1814 i Djura, död där 1 januari 1885, var en dalkulla som 1832–1834 arbetade som mursmäcka och mjölkförsäljerska i Stockholm. På grund av sitt vackra utseende kallades hon allmänt ”den vackra dalkullan”. Hon blev föremål för stor uppmärksamhet och fick visa upp sig för Stockholmssocieteten.

## Biografi
Carin Ersdotter föddes och döptes den 5 december 1814 som dotter till Erik Olsson och dennes hustru Carin Ersdotter. Carin Ersdotter kom till Stockholm försommaren 1832 och fick först arbete som hantlangare, så kallad mursmäcka, vid ett stort husbygge vid Brunkebergstorg.
På sensommaren året efter, 1833, fick hon anställning som mjölkpiga på Järla gård i Nacka. Hon hade i uppgift att sälja gårdens mjölk på Stortorget och väckte där stor uppmärksamhet genom sin skönhet och hon fick flera gånger fly och gömma sig för folkmassor. Hon blev omtalad och uppmärksammad i staden, bland annat i den vid den här tiden framväxande pressen. Skriverierna ökade nyfikenheten, och hon kallades till polisen för att samtala om uppståndelsen kring henne och den nystartade tidningen Aftonbladet skrev:
| ”                               | Anna [sic] befanns oskyldig och fick återwända till sina mjölkflaskor – ware det sagdt till de skönas lugnande – om än en och annan säges böra plikta för ful uppsyn är det dock ingen förment, att wara så wacker som möjligt. | „ |
| – Aftonbladet, 22 november 1833 | |   |

Carin Ersdotter blev även omtalad och avbildad i utländsk press. Det skrevs skillingtryck om henne och framställdes bilder, litografier, teckningar och målningar. Uppmärksamheten ledde till att hon tvingades sluta sälja mjölk. Under våren 1834 bjöds hon istället in till Stockholmssocietens salonger. Vid ett av dessa tillfällen mötte hon Fredrika Bremer, som ritade av henne i sin skissbok.
I början av maj 1834 lämnade hon Stockholm. Det var vanligt att dalkullor kom till Stockholm och arbetade ett par år innan de återvände hem för att gifta sig och Carin Ersdotter var trolovad i Dalarna. Dagen före sin hemresa kallades hon till slottet där hon fick träffa kung Karl XIV Johan och kronprins Oskar. Därefter eskorterades hon till Riddarhuskajen av Dalarnas riksdagsman. Hon lämnade Stockholm med ångbåten Yngve Frej, men från Västerås fick hon gå resten av vägen hem till Djura. I Västerås, där allmänheten hade kommit för att titta på henne då hon passerade, väckte hon enligt Aftonbladet stor uppståndelse.
Vid sin hemkomst hade Carin med sig tre vandelsintyg, däribland ett undertecknat av hennes arbetsgivare på Järla gård, Otto Wilhelm Staël von Holstein. och ett annat undertecknat av trettiofyra medlemmar av Stockholmssocieteten. Skvaller och rykten om vad hon hade haft för sig i Stockholm hade dock gått före henne och hennes väntande fästman ville inte längre veta av henne. År 1835 gifte hon sig med Margretas Daniel Andersson från Djurabyn Gråda och kallades därefter Margretas Carin Ersdotter. Hon är begravd på Djura kyrkogård.

## Eftermäle
Den 28 maj 2005 avtäcktes en bronsskulptur över Carin Ersdotter, kallad "Pilt-Carin", skapat av konstnären Peter Linde. Skulpturen placerades framför Järla gård i bostadsområdet Järla sjö. Djura hembygdsförening har genom en insamling finansierat en kopia av skulpturen som nu står utanför kyrkan i Djura. Vid Järla gård finns även gatan Vackra kullans väg som är uppkallad efter henne.